# Përmet (district)
Përmet (Albanees: Rrethi i Përmetit) is een van de 36 districten van Albanië. Het heeft 26.000 inwoners (in 2004) waaronder Griekse en Aroemeense minderheden. De post-communistische tijd bracht een herleving van de Albanees-orthodoxe Kerk, islamitische groeperingen en (nog niet eerder in de geschiedenis) protestantse Kerken. Het district heeft een oppervlakte van 929 km² en ligt in het zuidoosten van Albanië in de prefectuur Gjirokastër. De hoofdstad van het district is de stad Përmet en een andere stad in het district is Këlcyrë.
Het district Përmet staat traditioneel bekend vanwege de productie van wijn en raki, een drank met veel alcohol die gedestilleerd wordt uit de gisting van druiven en volgens traditie thuis wordt gemaakt. In het district liggen de bergen de Dhëmbel, de Nemërçkë en de Trebeshinë, de rivier de Vjosë en de warmwaterbron Bënjë.

## Gemeenten
Përmet telt negen gemeenten, waarvan twee steden.
- Ballaban
- Çarshovë
- Dishnicë
- Frashër
- Këlcyrë (stad)
- Përmet (stad)
- Petran
- Piskovë
- Sukë

## Bevolking
In de periode 1995-2001 had het district een vruchtbaarheidscijfer van 1,95 kinderen per vrouw, hetgeen lager was dan het nationale gemiddelde van 2,47 kinderen per vrouw.
Berat · Bulqizë · Delvinë · Devoll · Dibër · Durrës · Ëlbasan · Fier · Gjirokastër · Gramsh · Has · Kavajë · Kolonjë · Korçë · Krujë · Kuçovë · Kukës · Kurbin · Lezhë · Librazhd · Lushnjë · Malësi e Madhe · Mallakastër · Mat · Mirditë · Peqin · Përmet · Pogradec · Pukë · Sarandë · Skrapar · Shkodër · Tepelenë · Tirana · Tropojë · Vlorë